# دانش در ۲۰۱۲

## ژانویه
- ۳۱ ژانویه

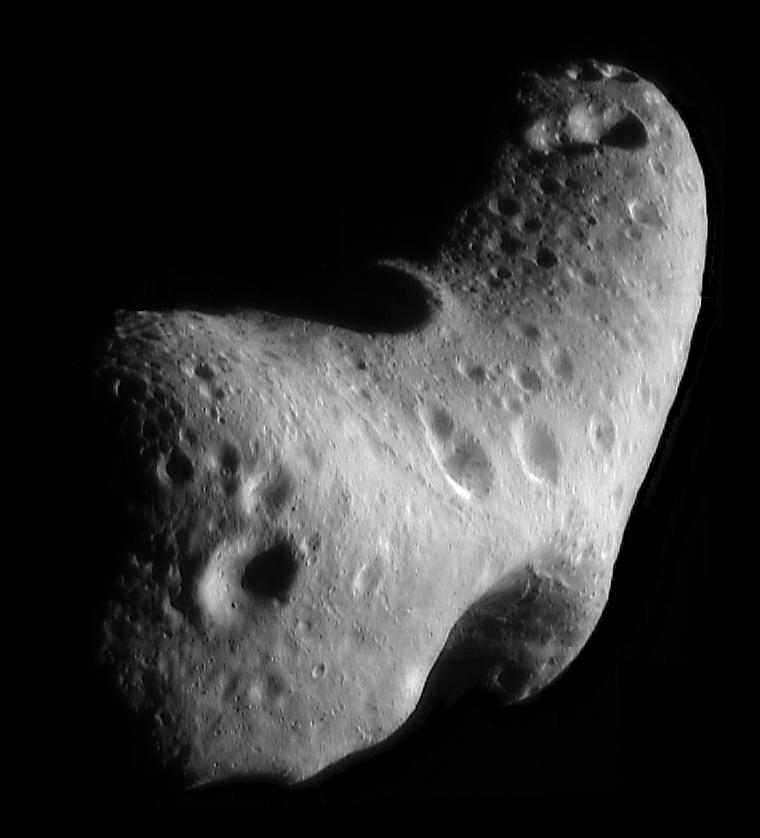
۳۱ ژانویه: سیارک ۴۳۳ در فاصله ۰٫۱۷۸۶۷ واحد نجومی (۲۶٬۷۲۹٬۰۰۰ کیلومتر) از زمین گذر کرد.

- سیارک ۴۳۳ در فاصله ۰٫۱۷۸۶۷ واحد نجومی (۲۶٬۷۲۹٬۰۰۰ کیلومتر) از زمین گذر کرد. این فاصله حدود ۷۰ برابر فاصله زمین تا ماه است. این فاصله قدر ظاهری معادل ۸٫۱ + داشت.[۱]

## فوریه
- نامشخص
- مهدی یک بدافزار رایانه‌ای است که که در ابتدای ماه فوریه ۲۰۱۲ کشف و در ماه ژوئن گزارش شده‌است. بنا به گزارش آزمایشگاه کاسپرسکی و شرکت امنیتی اسرائیلی سکیولنت، این نرم‌افزار برای جاسوسی سایبری هدفمند از دسامبر سال ۲۰۱۱ استفاده می‌شده و حداقل ۸۰۰ کامپیوتر در ایران و سایر کشورهای خاورمیانه را آلوده کرده‌است.[۲]
- ۳ فوریه
- ماهواره نوید علم و صنعت، سومین ماهواره پرتاب شده ایرانی و نخستین ماهواره ساخت مرکز تحقیقات ماهواره‌ای دانشگاه علم و صنعت است که در ۱۴ بهمن ۱۳۸۸ (یک سال پیش) مصادف با روز فناوری فضایی رونمایی شده بود، امروز در سمنان پرتاب شد.[۳][۴][۵]
- ۶ فوریه
- زمین‌لرزه فیلیپین رخ داد.[۶]
- ۱۰ فوریه
- زمین‌لرزه کیلان به بزرگی ۴٫۷ ریشتر روی داد.[۷] عامل این زلزله احتمالاً یکی از گسل‌های جنوب شرق تهران به نام گسل ایوانکی بوده‌است.[۸]
- ۲۳ فوریه

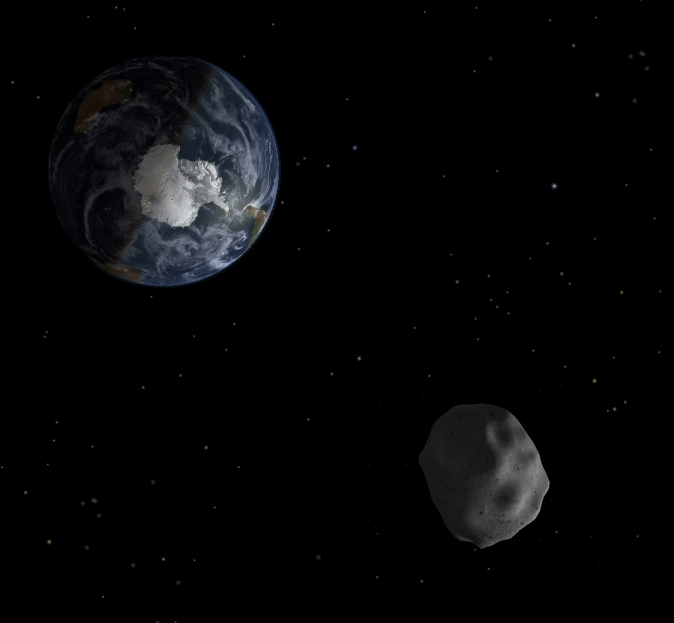
۲۳ فوریه: ۲۰۱۲ دی‌ای۱۴ سیارکی با قطر تقریبی ۵۰ متر کشف شد.

- ۲۰۱۲ دی‌ای۱۴ سیارکی با قطر تقریبی ۵۰ متر (۱۶۰ ft) و جرمی نزدیک به ۱۹۰٬۰۰۰ تن در رصدخانه‌ای در اسپانیا کشف شد. گذر سیارک ۲۰۱۲ دی‌ای۱۴ از نزدیکی زمین برای جرمی با این اندازه یک رکورد است.
- ۲۷ فوریه
- محققین مکزیکی و بریتانیایی بر این باورند میزان بارش‌ها در ناحیه محل زندگی تمدن مایاها در حدی نه چندان شدید کاهش یافته، ولی این رویه برای مدتی دراز ادامه داشته و همین عامل، مرگ و واژگونی این تمدن را در ۹۵۰ پس از میلاد در پی داشته‌است.[۹]

## آوریل
- ۴ آوریل
- گروهی علمی از شیمیدانان دانشگاه بوعلی سینای همدان با ساخت هفت نانوداروی جدید بر پایه نانولوله‌های کربنی تک دیواره موفق به نوآوری روشی تازه برای تولید نانوداروها شدند. این داروها عبارتند از: آمانتادین (ضد ویروس و ضد پارکینسون)، متفورمین (ضد مرض قند)، گاباپنتین (ضد صرع)، بتاهیستین (ضد سرگیجه)، دی پیریدامول (ضد انعقاخ خون)، لیزینوپریل (ضد فشار خون) و آتورواستاتین (پایین آورنده کلسترول خون).[۱۰]
- ۱۹ آوریل
- محققینی از دانشگاه براون افزاری زیستی تولید کرده‌اند که غلظت‌های گلوکز را در بزاق انسان اندازه می‌گیرد. این فن می‌تواند احتیاج بیماران دیابتی را برای خون‌گیری جهت اندازه‌گیری میزان گلوکز برطرف کند. این زیست‌تراشه از تداخل‌سنج‌های پلاسمونیکی استفاده می‌کند و می‌تواند برای اندازه‌گیری بازه گسترده‌ای از مواد محیطی و زیستی استفاده گردد.[۱۱]
- ۲۱ آوریل
- محققین دانشگاه صنعتی امیرکبیر بر پایه اصول شیمی سبز، توانستند سنتز هم‌زمان نانوذرات نقره و پوشش آن روی الیاف پشمی با ماندگاری نسبتاً بالایی را انجام دهند.[۱۲]
- دانشمندان نانو فناوری آمریکایی موفق شدند نرم‌افزاری بسازند که نسبت به نرم‌افزارهای موجود قابلیت و توانمندی‌های بیشتری دارد. آن‌ها امیدوارند که این نرم‌افزار بتواند برای مطالعه ساختارهای RNA مفید باشد. محققین دانشگاه استنفورد موفق به تولید الگوریتمی شده‌اند که می‌تواند مدل‌سازی‌های رایانه‌ای را برای بزرگی و کوچکی نانو انجام داده و در عین حال که قدرت تفکیک زیادی دارد احتیاج به محدود کردن کارکرد آن نیست.[۱۳]
- ۲۲ آوریل
- پزوهشگران و دانشمندان سوئیسی با بهره‌گیری از نانو ذرات اکسید لانتانیوم یک روش ضدمیکروبی نو برای رقابت با باکتری‌ها در کسب فسفات نوآوری کردند.[۱۴]

## مه
- ۲۰ مه
- خورشیدگرفتگی ۱ خرداد ۱۳۹۱ (۲۱–۲۰ مه ۲۰۱۲م) به صورت حلقوی روی داد. این گرفت از ایران قابل مشاهده نبود.[۱۵]
- زمین‌لرزه شمال ایتالیا ۲۰۱۲ روی داد.[۱۶]

## ژوئن
- ۵ ژوئن

- گذر ناهید از برابر خورشید از ساعت ۲۲:۰۹ (UTC) شروع و در ۶ ژوئن تا ساعت ۴:۴۹ (UTC) پایان یافت. این پدیده زمانی شکل می‌گیرد که سیاره ناهید از برابر خورشید عبور می‌کند و به صورت دیسک کوچک سیاه متحرکی بر روی خورشید دیده می‌شود.[۱۷]
- نامشخص
- تولید آئروگرافیت توسط محققین دانشگاه کیل و دانشگاه فنی هامبورگ در آلمان.[۱۸]

## ژوئیه
- ۱۱ ژوئیه

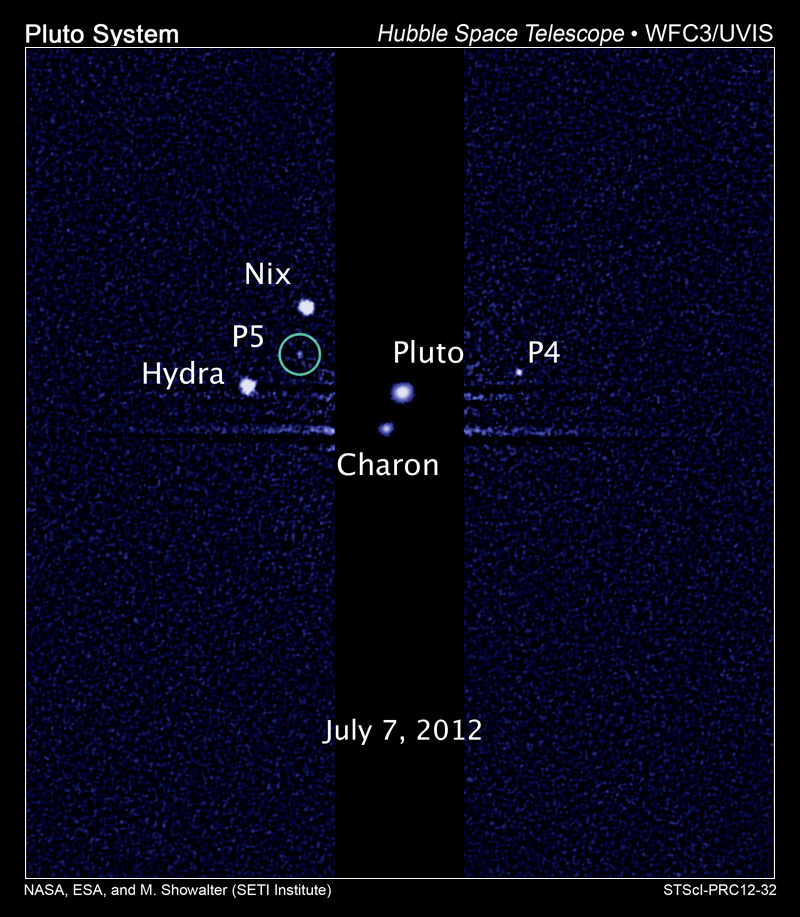
۱۱ ژوئیه ۲۰۱۲: اس/۲۰۱۲ پی ۱ یکی از ماه‌های پلوتو کشف شد.

- اس/۲۰۱۲ پی ۱ یکی از ماه‌های پلوتو کشف شد.[۱۹]

## اوت
- نامشخص
- شامون نام یک بدافزار رایانه‌ای است که در آگوست سال ۲۰۱۲ کشف شد. این بدافزار بر روی رایانه‌هایی بر پایه سیستم‌عامل مایکروسافت ویندوز عمل می‌کند. (گزارش بر روی مایکروسافت ویندوز ان-تی بوده‌است ولی مشخص نشده‌است که بر روی سایر ویندوزها نیز درست عمل می‌کند)[۲۰] نام شامون برگرفته از مشخصه‌ای است که بدافزار در هنگام پاک کردن از خود به جای می‌گذارد. بدافزاری که به اتهام جاسوسی اینترنتی در بخش انرژی استفاده می‌شود.[۲۱]
- ۶ اوت
- آزمایشگاه علمی مریخ نام پروژه جدید ناسا برای مریخ است. در این پروژه خودرویی به نام «کیوریاسیتی» (در اواخر ۲۰۱۱ توسط راکت اتلس ۵ پرتاب شد و در ۶ اوت ۲۰۱۲ به مریخ رسید. کیوریاسیتی قرار بود در سال ۲۰۰۹ پرتاب شود ولی به علت نداشتن آمادگی دو سال تأخیر پیدا کرد.[۲۲]
- ۱۱ اوت
- زمین‌لرزه‌های آذربایجان شرقی روی دادند.

## سپتامبر
- ۲۱ سپتامبر
دنباله‌دار سی/۲۰۱۲ اس۱ کشف شد.[۲۳]
تولید برق از مولکولهای آب کشف شد.[۲۴][۲۵][۲۶]

محققان ایرانی برای اولین بار در جهان موفق به اختراع فناوری‌های جدیدی از ویژگی‌های ارتعاشات مولکولی-الکترونیکی H2O گردیده‌اند که ضمن کمک به گسترش مرزهای دانش‌های بنیادی می‌تواند کاربردهای تکنولوژیکی جدیدی را در زمینه‌های بیولوژی پزشکی، تولید انرژی الکتریکی و سایر فرآیندهای واکنشی و الکتروشیمی و آشکارسازی الکترونیک و تحقیقات فضایی را ایجاد نماید. تورج کیانی ده کیانی مدیر این اختراع و فرزاد شیخی قلعه سردی این تحقیق را به مدت ۶ سال مورد پژوهش و فعالیت قرار داده‌اند و آن را با عنوان فناوری ارتعاشی H2O در فرآیندهای الکتریکی و بیوالکتریکی ثبت کردند. آن‌ها با آشکارسازی ارتعاشات مولکولی آب در یک سیستم الکترونیک به صورت سیگنال‌های شنوائی به مطالعه ویژگی‌های جدیدی از آب پرداختند و با بررسی همین سیگنال‌ها توانسته‌اند سه کاربرد تکنولوژیک شامل ساخت دستگاه آشکارساز سیگنال‌های مولکولی H2O، ساخت مولد الکتریکی DC جهت روشنائی یک لامپ LED و طراحی محیط نوسانگر جهت فرآیندهای فیزیولوژیک گیاهان را پدیدآورند. نتایج این فعالیت علمی در نشریه مرکز تحقیقات سیاست علمی کشور، وزارت علوم، تحقیقات و فناوری «دانشگر شماره ۶۸ آبان ۹۱» منتشر گردید.

## نوامبر
- ۸ نوامبر
- محققین ایرانی موفق به تولید ژل کارامد در درمان آفت‌های دهانی شدند. تهیه ژل گیاهی مؤثر در درمان آفت‌های دهانی برای نخستین بار در جهان از موفقیت‌های دانشمندان ایرانی در دانشکده دندانپزشکی دانشگاه علوم پزشکی تهران بوده‌است.[۲۷]
- ۱۳ نوامبر
- خورشیدگرفتگی ۲۴ آبان ۱۳۹۱ روز چهارشنبه (۱۳ نوامبر ۲۰۱۲م) به صورت کلی روی داد. این گرفت از ایران قابل مشاهده نبود و هنگامی روی داد که خاورمیانه و ایران در شب بود و در نیمروز مقابل در نیمکره جنوبی این گرفت تحقق یافت.[۲۸]

## دسامبر
- ۱ دسامبر
- ماهواره پلیاد یک در تاریخ ۱۶ دسامبر ۲۰۱۱ توسط یک موشک سویوز روسی از گویان فرانسه پرتاب شده و در مدار قرار گرفته‌است. ماهواره پلیاد دو که در یک مرکز در شهر تولوز فرانسه در حال تکمیل شدن است اول دسامبر ۲۰۱۲ در مدار خود قرار گرفت. پلیاد دو در کنار اولین نسخه آن، روزانه ۱۲۰۰ تصویر با جزئیات بسیار دقیق از زمین گرفته و ارسال خواهند کرد.[۲۹]
- ۵ دسامبر
- زمین‌لرزه زهان، زمین‌لرزه‌ای بود با شدت ۵٫۶ ریشتر که در ساعت ۲۰:۳۸ شامگاه چهارشنبه ۱۵ آذر منطقهٔ زهان در استان خراسان جنوبی را لرزاند.[۳۰]